# 1975 في إسرائيل
فيما يلي قوائم الأحداث التي وقعت خلال عام 1975 في إسرائيل.

## أحداث
- 4 مارس – عملية سافوي

## سياسة

### تعيين في المنصب
- 3 يونيو – شولاميت ألوني عضو الكنيست [الإنجليزية]‏.

### انتهاء فترة المنصب
- 20 مارس – إسحاق رابين وزير الاتصالات الإسرائيلي  [لغات أخرى]‏.
- 3 يونيو – شولاميت ألوني عضو الكنيست [الإنجليزية]‏.
- 12 أغسطس – بنحاس سابير عضو الكنيست [الإنجليزية]‏.

## مواليد

### يناير
- 1 يناير – أيمن عودة سياسي إسرائيلي.
- 1 يناير – حسام حايك
- 1 يناير – سيد قشوع

### أبريل
- 3 أبريل – عملية أسر الرقيب فاكسمان محارب إسرائيلي.
- 25 أبريل – يرون فنكلمان

### يونيو
- 11 يونيو – ميرا عوض

### يوليو
- 10 يوليو – روي كلين

### أغسطس
- 5 أغسطس – روي فوكمان سياسي إسرائيلي.

### سبتمبر
- 4 سبتمبر – حيليك بار سياسي إسرائيلي.
- 13 سبتمبر – أدان تال لاعب كرة قدم إسرائيلي.

### نوفمبر
- 12 نوفمبر – نينا بروش عارضة إسرائيلية.
- 13 نوفمبر – ميراف بن أري سياسي إسرائيلية.

### ديسمبر
- 23 ديسمبر – ياسمين ليفي مغنية إسرائيلية.